# Melanotaenia ajamaruensis
Melanotaenia ajamaruensis (tên tiếng Anh: Ajamaru Lakes rainbowfish) là một loài cá thuộc họ Melanotaeniidae. Đây là loài đặc hữu của Tây Papua ở Indonesia.